# نورا روبرتس
نورا روبرتس (بالإنجليزية: Nora Roberts)‏ مواليد 10 أكتوبر 1950 في ماريلاند، الولايات المتحدة، (اسمها عند الولادة إلينور ماري روبرستون )، هي كاتبة أمريكية لها الكثير من الكتب الأكثر مبيعا في أمريكا. و قد كتبت أكثر من المائتين و تسعة روايات رومنسية. تكتب باسم جي دي روب لسلسلة (In Death) و أيضا كتبت باسم جيل مارش و باسم سارا هاردستي لدور نشر بريطانية

## مؤلفاتها المترجمة
تحتل الروائية الأمريكية نورا روبرتس المرتبة الأولى في قائمة أفضل المبيعات في صحيفة نيويورك تايمز، وقد صدر لها أكثر من 150 رواية، خلال الفترة ما بين 1981 حتى 2006م بمتوسط 6-8 روايات سنوياً، وقد احتلت أيضاً أفضل المبيعات في الروايات الدرامية التي كتبتها بقلم J. D. Robb وهي عضو في جمعية كتاب الرومانسية في أمريكا، وقد وزعت رواياتها أكثر من 280 مليون نسخة ، ومن بين جميع. مؤلّفاتها الرائعة فللأسف لم يتم ترجمة سوى 5 روايات من رواياتها إلى اللغة العربية ، وهي كالتالي ..

### السلسلة الثلاثية للزهور
1- الزهرة الزرقاء الجزء الأول من السلسلة ..؛ رواية تحتوي على الجزء الأول من ثلاثية ( حديقة الزهور )، وتتحدث عن ثلاث نساء يلتقين في مفترق طرق حياتهن، تبحث كل منهن عن وسائل جديدة لتحقيق النجاح والازدهار والنمو، وتجد كل منهن في الأخريات الدعم والمساعدة التي تشجعها على مواجهة المستقبل بشجاعة وثقة، ويعرض أستيلا امرأة شغوفة بالتخطيط، مما ينعها من المغامرة وانتهاز الفرص التي قد تنطوي على مجازفة، ولكنها عندما تفتح قلبها لحب جديد، فإنها تكتشف قدرتها على المحاربة بشجاعة ومواجهة الموت من أجل حماية ما تمتلكه ..
2- الزهرة السوداء الجزء الثاني من السلسلة ..؛ رواية تحتوي على الجزء الثاني من ثلاثية حديقة الزهور، وتتحدث عن ثلاث نساء يلتقين في مفترق طرق حياتهن، وتبحث كل منهن عن وسائل جديدة لتحقيق النجاح والازدهار والنمو، وتجد كل منهن في الأخريات الدعم والمساندة التي تشجعها على مواجهة المستقبل بشجاعة وثقة، ويعرض روزا امرأة تتصف بالاستقلالية، وتعتقد أن الحب قد ابتعد عن تفكيرها تماماً، ولكن عندما داهمتها قصة عاطفية جديدة، لم تسمح لأي عائق أن يحول دون مواصلتها لهذه العلاقة التي كانت فرصة ثانية للسعادة ..
3- الزهرة الحمراء الجزء الثالث و الأخير من السلسلة ..؛رواية تحتوي على الجزء الثالث من ثلاثية حديقة الزهور، ويتحدث عن ثلاث نساء يبحثن عن وسائل جديدة لتحقيق النجاح، وتدعم كل منهما الأخرى في مواجهة المستقبل بشجاعة وثقة، ويتحدث عن هيلي التي بدأت في ظل الدعم المستمر من أصدقائها، وابنتها التي روقتها مؤخراً حياتهما الجديدة، وعندما تحولت العلاقة بينها وبين أحد أصدقائها الجدد إلى أكثر من مجرد صداقة كان على هيلي أن تختار بين نوعين مختلفين من الحب ..

### سقوط الأقنعة
رواية تحكى عن ريسى جيلمور الناجية الوحيدة من جريمة قتل بشعة وقعت في وقت سابق في شرق البلاد ، و ظلت تركض هاربة و تقاوم بكل ما أوتيت الكوابيس و نوبات الفزع التي كانت تلاحقها . استقرت في إنجيل فيست لكي تلتقط أنفاسها و لو لبعض الوقت على الأقل و التحقت بوظيفة في أحد المطاعم هناك ، و قد نجحت الآن في تسلق الجبل بنفسها . ياله من عمل رائع ، هذا ما حدثت به نفسها و هي تنظر من خلال نظارتها المكبرة إلى مشهد نهر سنيك الرائع من تحتها . و عندها و قع بصرها على رجل و امرأة في الضفة المقابلة ، كانا يتشاجران و يتعاركان ، و فجأة انقض الرجل عليها و لف يده حول عنقها … في ذلك الوقت ، كان هناك رجل يدعى برودي يستمتع ببعض لحظات العزلة في نهاية الطريق . في الوقت الذي وصلت فيه ريسي إليه و صحبته إلى مكان الحادث كان الرجل و المرأة قد اختفيا . و عندما مشطت السلطات المنطقة للتحقق من صدق الواقعة ، لم تتوصل إلى شيء . لم تكن هناك أي إشارة تنم عن حدوث نزاع أو جريمة ، لم يكن أحد قد طرق المكان ، لم يكن هناك حتى أثر لإطار سيارة .
لم يكن أحد في أنجيل فيست يبدو مصدقا لروايتها . لقد – كانت على أية حال – وافدة جديدة إلى بلدتهم فضلا على أنها كانت قد عرفت بمزاجها العصبي المتقلب . ربما أيضا بحساسيتها الزائدة بعض الشيء . ربما يكون قد آن لها أن تواصل و تنتقل إلى مكان آخر ثانية .
تدرك ريسي جيلمور جيدا أن هناك قاتل في أنجيل فيست ، و رغم أن برودي يسعى لإبعادها و إثنائها ، إلا أنها تشعر أنه الشخص الوحيد الذي يصدقها في قرارة نفسه . عندما توالت عليها سلسلة من التهديدات ، تأكد لريسي أن هناك شخصا يريد إبعادها عن طريقه ، و شعرت أن عليها أن تضع ثقتها في برودي و في نفسها لكي تكشف ما إن كان هناك بالفعل قاتل طليق في إنجيل فيست قبل فوات ا ..

### منتصف الظهر
رواية تحتوي الشرطية فيبي ماكنامارا والتي تعمل الآن كمفاوضة في بلدة سافانا تعرضت في صغرها لحادث عندما إحتجزها مختل هي وإسرتها لساعات مما أعطى لها قوة ورباطة جأش ويوميا تتعرض للخطر عندما تحاول نزع فتيل الازمات والمواقف المتفجرة ولعل ما جذب دانكان سويفت اليها شخصيتها التي تجمع بين الشجاعة والحس المرهف

## وصلات خارجية
- نورا روبرتس على موقع IMDb (الإنجليزية)
- نورا روبرتس على موقع الموسوعة البريطانية (الإنجليزية)
- نورا روبرتس على موقع مونزينجر (الألمانية)
- نورا روبرتس على موقع ألو سيني (الفرنسية)
- نورا روبرتس على موقع ميوزك برينز (الإنجليزية)
- نورا روبرتس على موقع أول موفي (الإنجليزية)
- نورا روبرتس على موقع إن إن دي بي (الإنجليزية)
- نورا روبرتس على موقع قاعدة بيانات الفيلم (الإنجليزية)

- الموقع الإلكتروني